# Lophiobagrus
Genre
Lophiobagrus est un genre de poisson de la famille des Claroteidae.

## Liste des espèces
Selon FishBase (29 octobre 2017), World Register of Marine Species (29 octobre 2017) et ITIS (29 octobre 2017) :
- Lophiobagrus aquilus Bailey & Stewart, 1984
- Lophiobagrus asperispinis Bailey & Stewart, 1984
- Lophiobagrus brevispinis Bailey & Stewart, 1984
- Lophiobagrus cyclurus (Worthington & Ricardo, 1937)